# Starohrvatska astrognozija
Starohrvatska astrognozija naziv je za sva skupna imena astronomskih objekata (nebeskih tijela) koji su se koristili u starohrvatskoj prošlosti.

## Sunčev sustav
U raznim prijepisima Lucidara pronađeni su razni nazivi za nebeska tijela Sunčeva sustava.
| Nebesko tijelo | Imena u Lucidaru                                                      |
| -------------- | --------------------------------------------------------------------- |
| Sunce          | Slnce/Sunce                                                           |
| Venera         | Danica/Dannica/Venueš/Venus/Venuš/Zvernica/Zvěrnica/Zvěrnice/Zvirnica |
| Zemlja         | Zemlja                                                                |
| Mjesec         | Mesec/Misec                                                           |
| Mars           | Maris/Mars/Marš                                                       |
| Jupiter        | Čovis/Ivista/Jupiter                                                  |
| Saturn         | Satarnus/Satornus/Saturnus/Šaturn                                     |

U Lucidaru se planeti zovu zvězde. Venera nosi dva imena ovisno o godini što je preuzeto iz češkog Lucidara koji je temelj hrvatskog Lucidara. U godini kada se Venera nalazi ispred Sunca naziva se Danica, a u godini kada se nalazi iza Sunca naziva se Zvernica. Samo je u hrvatskim Lucidarima prisutan planet Čovis koji bi se lako mogao protumačiti kao nerazumijevanje predloška i pogrešno čitanje – jer je prijenosnik teksta u hrvatski jezik genitiv Jovis mogao razumjeti kao ime za još jedan planet i zapisati Čovis. Na tom mjestu u njemačkom i češkim izvorima spominje se Jupiter. Ivista je prisutna u najmlađem, latiničnom odlomku na mjestu Čovisa/Jovisa. U Lucidaru se ne spominju Merkur ni tada još neotkriveni planeti Uran i Neptun.

### Dio Lucidara koji govori o Sunčevom sustavu
[60.] Mlaji r(e)če: Kako to pridet da slnce pod nami jes(t) i tečet v bok?
Mojst(a)r r(e)če: Jure sam ti povědal kako jes(t) sa svět okrugal kako i jajce i nebo
teče kako i jaje okolu črmńaka i na ńem teče Měsec, a na drugom teče Slnce, a na
svojem nebě zvězd(e) teku. I kada slnce těče v bok, a tada zvězde ravno, zač kada bi
zvězd(e) s Slncem vkup tekle, tada bi si meju sobu pakostile i tako bi se vse rušilo.
[61.] Mlaji r(e)če: Kuliko jes(t) daleče ot Z(e)mļe do Měseca?
Mojst(a)r r(e)če: Kuliko je ot Z(e)mļe do Měseca tuliko je od Měseca do zvězd trikrat. I zato zvězdi imaju priliku moć jere su najbliže onomu městu i onomu nebu na
kom sam B(og) prebiva.
[62.] Mlaji r(e)če: Pověj mi ot planit jere to věm kuliko je dni v neděļi tuliko je 
planit.
Mojst(a)r r(e)če: Měsec jes(t) najmańša planita meju druzimi planitami. I potom
jes(t) Slnce. I te dve najveće služita: Měsec vrěmena kaže, Slnce vsěm služi. I potom
jes(t) ineh pet, jedna imenujet se Satarnus, 2. Venus, to jes(t) Dannica
[63.] Mlaji r(e)če: Kako to more biti jedna zvězda Dannica i Zvěrnica?
Mojst(a)r r(e)če: Tako nam kńigi naše svědoče da Dannica jedno lěto teče prěd Slncem, a drugo za Slncem. Kada teče prěd Slncem, tada i[me]nujet se Dannica, a koga
lěta teče za Slnce[m], onoga se zove Zvěrnica. Četrta zvězda imenujet se Mars i ta
jes(t) k Dannici podobna i da ju nijedan mešt(a)r ne more razaznati. I neki tako děju
da ta zvězda tuliko visoko teče da se jedva v jutro prěd Slncem vidi. Peta zvězda
imenujet se Jupiter i ta teče 7 lět prěje nere svoj běg svrši. I ot te zvězd(e) tako nam
prave učiteļi da ona vladajet mudrostju. I ošće jes(t) jedna zvězda ka se imenuje
Jovis i ta teče 12 lět prěje nere svrši svoj běg, i ta teče po Šaturne najviše.
[64.] Mlaji r(e)če: Kuliko su zvězd(e) velike?
Mojst(a)r r(e)če: Měsec je tuliko vel[i]k kuliko je ot mora do mora. A Slnce je dvoje
vekše od Měseca. I vsaka planita jes(t) tako velika kako jes(t) Slnce.
[65.] Mlaji r(e)če: Da zač se nam tako male vide zvězd(e)?
Mojst(a)r r(e)če: To čini velika visina jere da bi Slnce tako visoko hodilo kako
zvězd(e), ono bi se tako malo videlo kako zvězd(e) se male vide.
[66.] Mlaji r(e)če: Pověj mi kakova narava su zvězd(e).
Mojst(a)r r(e)če: Zvězd(e) su takova narava četvera ot četirih elimentov. I kada se
otroče rodi pod ku zvězdu, ot te zvězd(e) prijemļe naturu tělu svojemu.
[67.] Mlaji r(e)če: Kako to prihodit?
Mojst(a)r r(e)če: Od natur(e) č(lově)č(a)skije, jere jesu nike zvězd(e) narava studenago, neke gorkago, neke suhago, neke mokrago. Takoj i č(lově)k vlěčet se zvězdnim
na[ra]vom, ki č(lově)k jes(t) suhago i studenago, on rad mlči. [A] [ki] jes(t) studenago
i mokrago narava, ta rad mnogo govori i rad odgovara va uprašanji i jes(t) črn. A ki
jes(t) gorkago i suhago, ta jes(t) nagal i moćan i běl i rad iměva veliko žen. A ki su
narava mokrago i gorkago, ti su daroviti i věrni i stanoviti i milostivi i dragi su ļudem
i jesu běli. I zato nam kńigi poganskije govore da Venueš vladajet mudrostju jere
jes(t) gorkago i mokrago narava.
[68.] Mlaji r(e)če: Povej mi narav od měseca.
Mojst(a)r r(e)če: Jure sam ti povědal ot Měseca kako jes(t) Měsec najmańša planita meju
vsěmi planitami i jes(t) najbliže Z(e)mļi. I zato ļudi prijemļu razum od Měseca.
[69.] […]
Mojst(a)r r(e)če: N(e)b(e)ski narav velmi moćan jes(t) tako da prěmagajet z(e)m(a)ļski
narav i moć i silu. I to sam ti jure povědal da Měsec jes(t) tuliko širok kuliko je vsa
Z(e)mļa. I zato on prijemļe lěpotu ot Slnca i zato ni čudo da se ļudi i more i vas svět
znamenavaju po Měsecu are jes(t) Měsec stvoren ot četirih elimentov.
[70.] Mlaji r(e)če: Kako to prihodi da měseca pribiva i upada?
Mojst(a)r r(e)če: Měsec ima v sebě dvoj narav, to jes(t) z(e)mļu i vodu, i zato nema on
svetlosti razvě tuliko ča prijemļe ot Slnca. […], tada jes(t) [pln], a kada jes(t) blizu,
tada jes(t) mal jere Slnce svoju světlostju152 ńega prěmore, a kada vaspet otide, tada
bude vaspet pln.
[71.] Mlaji r(e)če: Pověj mi ča je ono črno na Měsecu?
Mojst(a)r r(e)če: To jes(t) v ńem z(e)mļa i voda i studen, i kada jes(t) Slnce daleko,
tada se to v ńem veće vidi.
[72.] Mlaji r(e)če: Pověj mi zač se Měsec prěmeńa.
Mojst(a)r r(e)če: Kada Měsec bude dvě neděļ(e) star, tada se često to prigodi da bude
Měsec ot jedne strane, a Slnce bude ot druge strane jedan proti drugomu. Tada Slnce
ima tu moć da vzima ot Měseca světlost i zato ļudi mne da bi se pohabil.
[73.] Mlaji r(e)če: Ot kometi?
Mojst(a)r r(e)če: Kometa jes(t) zvězda ka se nigdar ne javi, takmo onagda kada se
kraļ ali kraļica ima prěmeniti ali umrěti ali kada se ima vel[i]ka krv prolejati. Tada
se ta zvezda javļa i pustit iz sebe trake da se po ńih zna da je kometa, ali ne teče meju
inemi zvězdami.
[74.] Mlaji r(e)če: Kaj je to da vidimo zvězde kako da bi letěle ili opadale dolě s
neba.
Mojst(a)r r(e)če: Jure sam ti povědal kako jes(t) vsaka zvězda vekši nere jest měsec
i to moremo razuměti: ako bi jedna zvězda opala, pol bi sveta pobila. Da često to
pri hodi da bude tiho n(a) z(e)mļi i bude va visine veliko utakńenje větrov i ńih
sraženja i ńih vzměšanja ot velike gorkosti ogńene da mući se s ajerom kako
ogńem vspolěvajet se mimo zvězdi. I to ļudi videće, oni mne da bi zaisto zvězdi dole
padale.
[75.] Mlaji r(e)če: Zač v lětě grad ide, a v zime ne?
Mojst(a)r r(e)če: V lětě jes(t) Slnce vele moćno, a v zime vele mledno, i v lětě vlěčet
vlhkost i maglu. Kako se v ajer vzdvignet, tako se to smrznet i bude grad tudje jere
jes(t) nam v lětě Slnce vele bliže, a v zime daļe.

## Mliječni put
Još u starom vijeku nebeskom srebrnom luku u helensko-latinskoj civilizaciji dali su ime Mliječni put i to se ime u svjetskoj upotrebi zadržalo do danas, ali različiti narodi koriste narodna imena koja su dali toj nebeskoj pojavi. Tako je Indijci nazivaju svetom rijekom Ganges, za Japance ona je Srebrni most, susjedi Slovenci nazivaju je Rimskom Cestom itd. Hrvati su sačuvali dva različita naziva: Kumova slama i Marijina ili Gospina kruna.
Vjekovima su ljudi raspredali priče o Mliječnom putu. Dio hrvatskog naroda, pretežito štokavci i kajkavci, sačuvao je naziv Kumova slama, prepoznajući u svjetlećoj nebeskoj stazi srebrnu slamu. Najviše korištena varijanta priče koja objašnjava taj naziv priča je koja kaže da je kum kumu koji ga je ugostio umjesto dobrom vratio zlom i u svoja kola utovario ukradenu slamu. Bog je kradljivca kaznio tako da je slama koja je ispadala iz kola dobila blještavi sjaj, pa je okradenom kumu po sjajnom tragu bilo lako otkriti lopova.
Naime, slama je još od davnina povezana s bogovima koji idu putem, slamom posutim. Hrvati u Lonjskom polju u svojoj predaji čuvaju sjećanje na Kumovu Slamu kao nekadašnji Božji put, a slama je poispadala nekom svetitelju. Slavonci, uz onu uobičajenu priču, pričaju i o slami koja se prosipala Bogorodici iz kola, kada je bježala u Egipat s tek rođenim Isusom. U Hrvata se Kumovu Slamu smatralo i “dušnim mostom”, putem kojim duše noću odlaze u raj. Dnevni “dušni most” predstavljala je duga.

## Zviježđa
U Hrvatskoj su se najviše uvriježili nazivi za zviježđa Velikog i Malog medvjeda. U Hrvatskoj se Veliki medvjed često naziva Velika kola, što nije točno jer je to zapravo asterizam. To je jedno od najvećih asterizama, sastavljeno od sedam zvijezda, od kojih su četiri u četverokutu koji čini kotače, dok su preostale 3 ”rudo” Velikih kola. Ovo zviježđe vrlo je bitno jer ćeš upravo pomoću njega se vrlo lako pronalaze mnoga ostala. Ako se udaljenost između zadnja dva ”kotača” Velikih kola produži u istom pravcu za otprilike 5 puta, pronaći ćemo zvijezdu imenom Sjevernjača (Sjevernica) ili Polaris. To je najsjajnija zvijezda u zviježđu Mali Medvjed koji izgleda slično kao i Veliki Medvjed, samo što je puno manji.  U hrvatskom pučkom zvjezdoznanstvu, lik koji tvori njegovih 7 sjajnih zvijezda se naziva Mala kola. Također postoje imena zviježđa i zvijezde, kao Pristolje (Kasiopeja), Križ ili Petrov križ (Labud), Marijin križ ili Isusov križ (Dupin), Gospino kolo ili Gospina kruna (Corona Borealis), Vlašići (Plejade). Vjerojatna su određenja: Mali kosci ili Kupioci (Rigel – Orionova maglica – Saif), Ručarica/Zaštapnica/Zakošnjak (vjer. Sigma Orionis. Naziv Zakošnjak je spomenut u Svetoj Rožaliji Antuna Kanižlića), Did ili Baba (alfa Canis Majoris), Križarica (Deneb?).
Uklapanje noćnog neba u utjecajne kulturne obrasce razvidno je i po predajnim sklonostima zaokruživanja broja zvijezda u prepoznavanim likovima na simbolično zaokružene brojeve. Pri tome je najznakovitiji broj sedam: sestre Plejade, za koje je Ovidije prijevodu Arata imao dodati "quae septem dici, sex tamen esse solent", jer su i Grci opažanje šest zvijezda za sedam sestara obrazlagali bijegom one udane za smrtnika; znak Plejada na minojskom Faistovom disku je sedam zaokruženih točaka; također i jedina klasična latinska brojčana imenovanja – Velikog medvjeda kao septentrio, Malog medvjeda kao septentrio minor, alter septentrio i Sjeverne krune kao septemtrionalis Corona (Allen, str. 411; Scherer, str. 139, 179; Le Boeuffle, str. 90, 99); u njemačkom Siebengestirn; u bošnjačkoj astronimiji Sandžaka brojem također eponimni naziv Sedmozviježđe za Plejade. Bliska asociranju simbolički snažnih brojeva je i sklonost uopćavanju i shematizaciji izgleda. Prikazivanje zvijezda Plejada poredanih uokrug najsjajnije među njima može se susresti u visokoj kulturi srednjovjekovnih rukopisa, na grbu obitelji Vlašić u Fojničkom grbovniku, a napose živo među nazivanjima Plejada “kvočkom s pilićima”.

## Ostala nebeska tijela i pojave
- Jakovljev štap, Kosci, Tri Kralja, Štapovi, Šćapi, Svrdao – hrvatski pučki nazivi za tri sjajne zvijezde (Mintaka, Alnilam i Alnitak) u Orionovu pojasu.[6][7]
- Suze sv. Lovre – naziv za Perzeide koji se uvriježio u Hrvatskoj, ali zapravo dolazi iz Italije. U starohrvatskoj astrognoziji meteori su pak poznati kao zvijezde padalice, svitci, proletuše, kresnice i feralići.[8]

## Vanjske poveznice
- Jadran Kale, Izvori za etnoastronomiju